# Srbščina
Srbščina (srbsko српски језик, srpski jezik) je južnoslovanski jezik. Govori se v Srbiji, Bosni in Hercegovini (v Republiki Srbski), Črni gori, delih Hrvaške, srbskih enklavah na Kosovu, romunskem Banatu in na Madžarskem. Govori se tudi med številnimi srbskimi ekonomskimi izseljenci v industrijskih središčih zahodne Evrope. Od sredine 19. stoletja so poskušali srbščino in njej zelo podobno hrvaščino zliti v t. i. srbo-hrvaščino. Po razpadu Jugoslavije sta se oba jezika ponovno "osamosvojila", vendar jezikoslovci trdijo da srbski ni ločen jezik, ampak standardna varijanta enega policentričnega standardnega srbohrvaškega jezika.
V Srbiji je uzakonjena pisava cirilica, latinica pa se uporablja pod pogoji, ki jih določa zakon. V Črni gori se uporablja tako cirilica kot latinica. Zaradi ekonomskih sankcij v 90. letih 20. stoletja multinacionalke za izdelavo programske opreme niso poskrbele za podporo srbski cirilici, zato se je še zlasti v računalništvu začela prijemati latinica. Cirilico sedaj popolnoma podpira uveljavljeni standard Unicode, že v naboru UTF-8.
| Velika črka | Mala črka | Ustreznica v latinici |
| ----------- | --------- | --------------------- |
| А           | а         | a                     |
| Б           | б         | b                     |
| В           | в         | v                     |
| Г           | г         | g                     |
| Д           | д         | d                     |
| Ђ           | ђ         | đ                     |
| Е           | е         | e                     |
| Ж           | ж         | ž                     |
| З           | з         | z                     |
| И           | и         | i                     |
| Ј           | ј         | j                     |
| К           | к         | k                     |
| Л           | л         | l                     |
| Љ           | љ         | lj ali ǉ              |
| М           | м         | m                     |
| Н           | н         | n                     |
| Њ           | њ         | nj ali ǌ              |
| О           | о         | o                     |
| П           | п         | p                     |
| Р           | р         | r                     |
| С           | с         | s                     |
| Т           | т         | t                     |
| Ћ           | ћ         | ć                     |
| У           | у         | u                     |
| Ф           | ф         | f                     |
| Х           | х         | h                     |
| Ц           | ц         | c                     |
| Ч           | ч         | č                     |
| Џ           | џ         | dž ali ǆ              |
| Ш           | ш         | š                     |

Opomba: Variante pri lj, nj in dž so na videz enake, vendar je v prvem primeru uporabljen osnovni nabor znakov latinice, druga varianta pa je ligatura, ki jo podpira Unicode, Latin Extended B. Predstavitev lj, nj in dž z enim znakom omogoča obojesmerno enolično preslikavo med srbsko cirilico in latinico.